# Villar Pellice
Pour les articles homonymes, voir Villar.
Villar Pellice (en français, Villar-Pelis) est une commune italienne de la ville métropolitaine de Turin dans la région Piémont en Italie.

## Administration
| Période                                  | Période  | Identité     | Étiquette | Qualité |
| ---------------------------------------- | -------- | ------------ | --------- | ------- |
| 14 juin 2004                             | En cours | Bruna Frache | civica    |         |
| Les données manquantes sont à compléter. |          |              |           |         |

### Communes limitrophes
Perrero, Prali, Angrogna, Bobbio Pellice, Torre Pellice, Rorà, Bagnolo Piemonte, Crissolo

### Personnages liés à la commune
- Bartholomé Tecia